# Guillermo de Saint Thierry

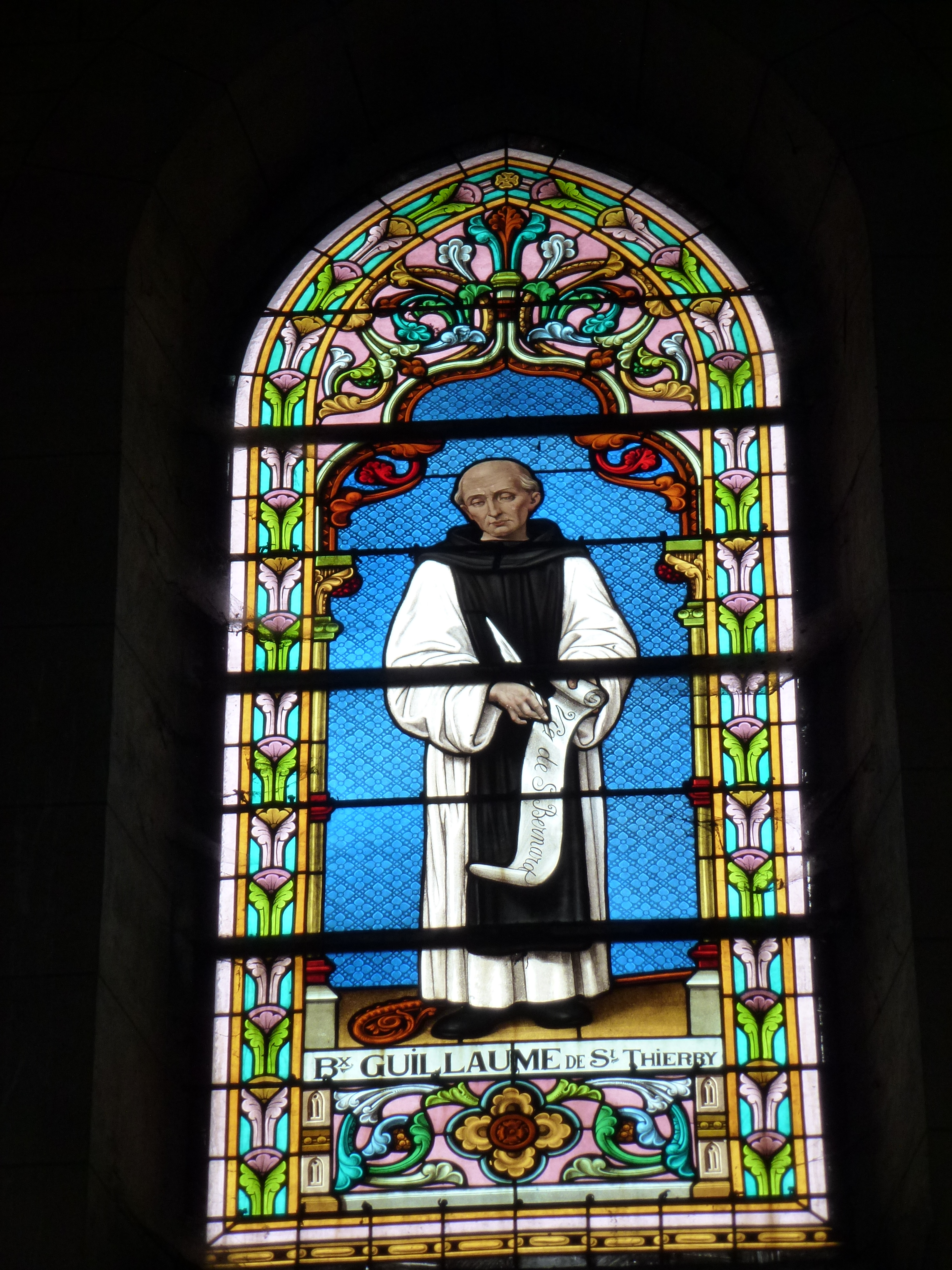
Guillermo de Saint Thierry, representado en una vidriera moderna en la iglesia de Signy-l'Abbaye (Francia)

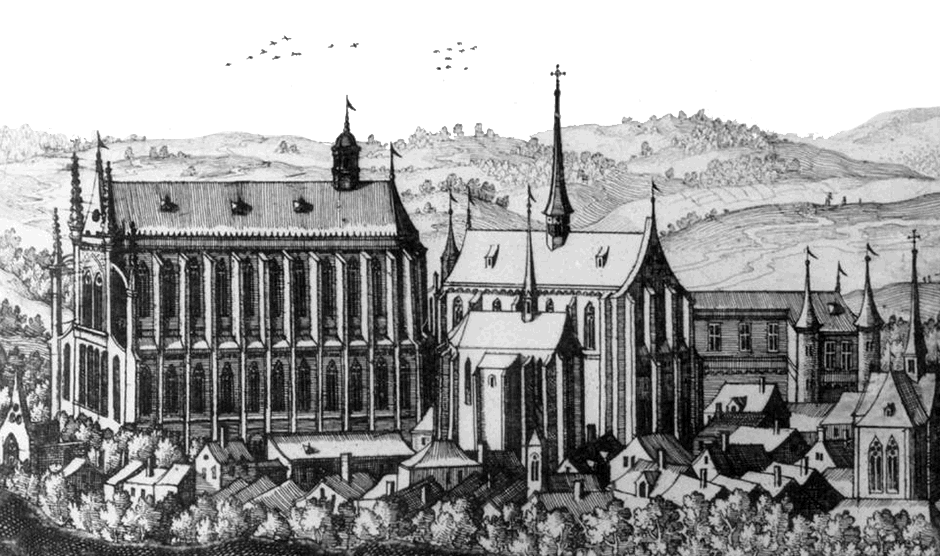
La abadía de Santa María en Signy según un grabado del. En este monasterio ingresó como monje cisterciente Guillermo, tras renunciar al abadato de Saint Thierry y dejar la orden benedictina, y aquí murió en 1148

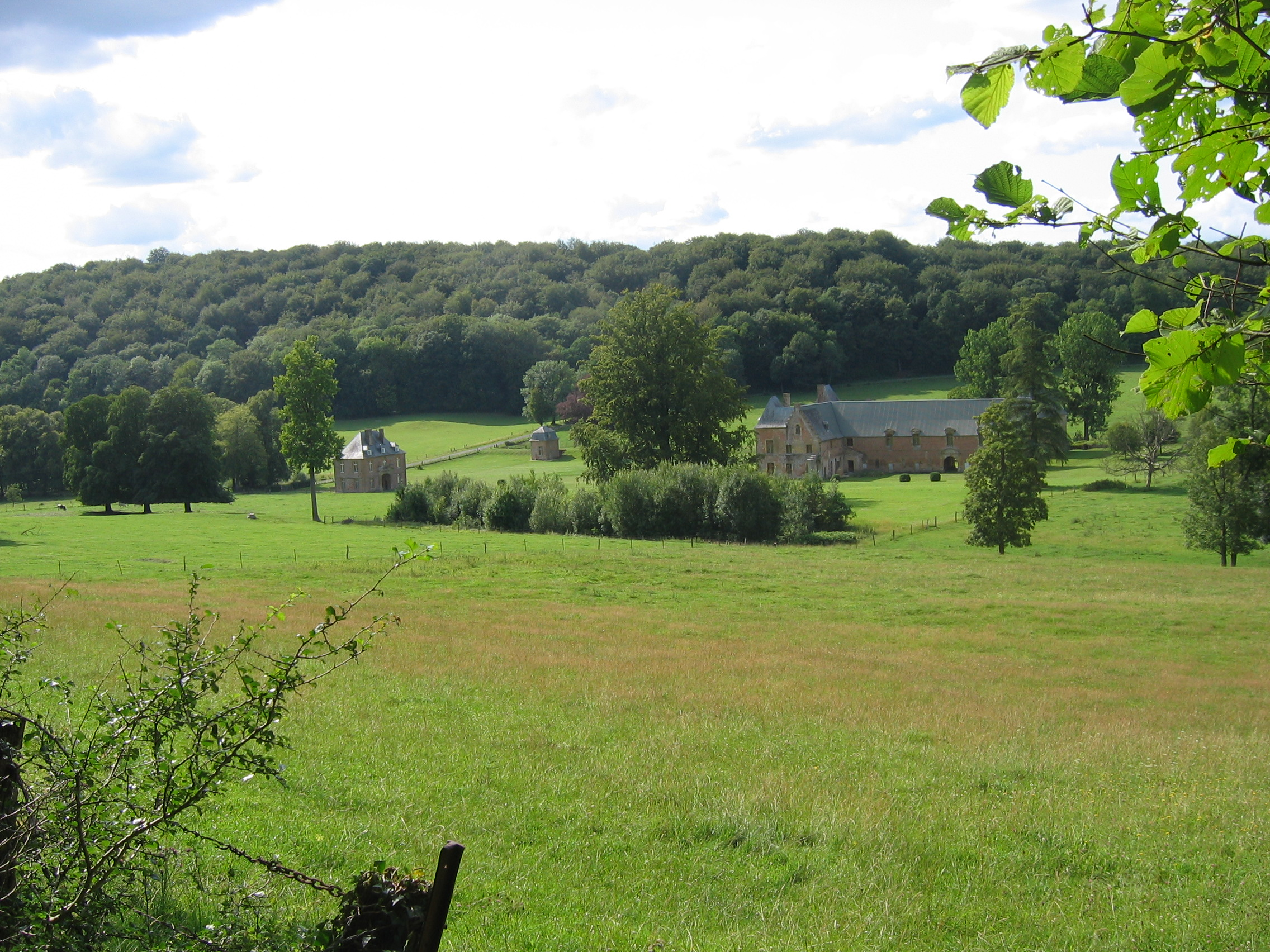
La cartuja de Monte Dei, en el bosque de Ardenne, donde se alojó en 1141 Guillermo y para cuyos monjes escribió la Carta de oro

Guillermo de Saint Thierry (Lieja, c. 1075-Abadía de Santa María, Signy, 8 de septiembre de 1148) fue un teólogo y monje, primero benedictino y luego cisterciense. Tuvo un trato estrecho con san Bernardo de Claraval y fue contrincante de Pedro Abelardo en la disputa teológica que terminó con la condena de este último. La Iglesia católica considera a Guillermo de Saint Thierry beato y celebra su fiesta el 8 de septiembre.

## Infancia y juventud
Nació en Lieja o en algún lugar cercano, en torno al año 1075. Se desconoce los detalles de su infancia, aunque la tradición lo supuso nacido en una familia aristocrática, dada la altura y exquisitez de la formación cultural.
Estudió primero en Lieja y completó luego su formación en la catedral de Reims. Quizá estudió también en Laon en la escuela de san Anselmo, donde quizá coincidió con Pedro Abelardo.

## Primera obras
Ingresó en el monasterio benedictino de San Nicasio de Reims. En 1121 fue elegido abad del monasterio de Saint Thierry, cercano a Reims, situado en el Monte de Hor. Fue aquí donde escribió, entre 1121 y 1124, sus primeras obras: De contemplando Deo (Sobre la contemplación de Dios) y De natura et dignitate amoris (Sobre la naturaleza y la dignidad del amor).
En ellas defiende que la relación entre el ser humano y Dios es esencialmente amoroso: «Tú nos amas en tanto nos has hecho tus amantes, y nosotros te amamos en tanto cuanto recibimos tu Espíritu. Tu Espíritu es tu amor, que penetra y posee las más íntimas fibras de nuestros afectos. [...] Mientras nuestro amor es affectus, el tuyo es effectus, una eficacia que nos une a tu gracia en tu unidad, en el espíritu santo que nos has dado».
Según Saint Thierry, el amor de Dios por la humanidad se manifiesta en dos fases: la pasión de Cristo suscita en los hombres el amor por él; luego, la obra del Espíritu realiza la unión del cristiano en Dios.
Sin embargo, la naturaleza del amor no es solo sentimental, sino también racional. Los ojos que permiten al alma ver a Dios son el amor y la razón. Si solo se usa uno de ellos, no se llegará lejos. A la razón le corresponde instruir al amor, mientras que este debe iluminar a la razón, hasta que la razón devenga ella misma amor y el amor no sobrepase los límites de la razón.

## Influencia de Bernardo de Claraval e ingreso en el Císter
En 1118 conoció a Bernardo, abad de Claraval, cuya personalidad le impresionó profundamente. En 1128 Guillermo cayó enfermo y fue a recuperarse a la abadía de Claraval, donde también Bernardo estaba convaleciente. Allí estrecharon su relación personal e intelectual. Guillermo se consideraba discípulo de Bernardo. Frutos de esta relación y de la meditación de Guillermo fueron sus comentarios sobre el Cantar de los Cantares.
Quiso entonces ingresar en la orden del Císter, pero Bernardo no se lo permitió porque consideraba que, al ser Guillermo abad de Saint Thierry, tenía responsabilidades que no debía desatender. 
Participó activamente en el capítulo general de los benedictinos de 1132, celebrado en la abadía de San Medardo de Soissons. Decidido a llevar una vida más contemplativa, renunció a su dignidad de abad para ingresar como simple monje en la abadía cisterciense de Signy, en la región de las Ardenas, donde permaneció hasta su muerte.
Entre 1128 y 1135, Guillermo escribió numerosas obras. En muchas de ellas trató de sintetizar las tradiciones teológica y mística del cristianismo oriental con las del occidental. Se inspiró en la doctrina de san Agustín, Orígenes, Gregorio de Nisa y, también, en la filosofía de Plotino. Las Meditativae Orationes (Oraciones meditativas) de Guillermo expresan preocupaciones espirituales de una intensidad comparable a las de san Agustín en las Confesiones

## Disputa con Pedro Abelardo
Guillermo de Saint Thierry inició en 1140 una controversia teológica con Pedro Abelardo, al que acusó en una vehemente carta y en el tratado Disputatio adversus Petrum Abælardum (Disputa contra Pedro Abelardo) de sostener diecinueve proposiciones heréticas. Bernardo de Claraval las remitió a Roma y le pidió a Abelardo que se retractara. Este solicitó que se discutieran públicamente en un sínodo, pero el convocado en 1140 en Sens le exigió a Abelardo su retractación incondicional, sin que se debatieran. Abelardo decidió recurrir al papa Inocencio II y en 1141 marchó a Roma, pero en el camino tuvo noticias de que el sumo pontífice había firmado la propuesta de Sens y se le condenaba por hereje a perpetuo silencio como docente.

## Últimos años
Escribió sobre la fe en Speculum fidei (Espejo de la fe) y Aenigma fidei (Enigma de la fe). En 1144, pasó una temporada en la cartuja de Monte Dei (en francés, Mont-Dieu), situada en el bosque de Ardenne, donde escribió la Epistola ad fratres de Monte Dei (Carta a los hermanos de Monte Dei), una exaltación de la vida monástica y solitaria que también se conoce como la Carta de oro.
Su doctrina se fundaba en el misticismo. Para Guillermo, el alma podía experimentar un retorno místico a su origen divino durante su existencia terrena. Por etapas sucesivas, cada persona podía liberarse progresivamente de los obstáculos materiales y temporales hasta finalmente alcanzar una experiencia directa de Dios, a través de un proceso de reminiscencia, conciencia y amor.

Querer lo que Dios quiere, es ser semejante a Dios; no poder querer más que lo que Dios quiere, es ser ya lo que Dios es, para quien querer y ser es la misma cosa. [...] Toda la perfección de los santos consiste en la semejanza con Dios. No querer ser perfecto es una ofensa. [...] Hemos sido creados y vivimos exclusivamente para ser semejantes a Dios, ya que fuimos creado a imagen de Dios
Guillermo de Saint Thierry, Carta de oro a los hermanos de Monte Dei.

Guillermo murió el 8 de septiembre de 1148 en la Abadía de Santa María, en Signy.

## Obras
Sus obras están recogidas en Patrologia Latina (PL), edición de Jacques Paul Migne, Lutetiae Parisiorum, 1844-1864. Allí aparecen:
- Epistola ad fratres de Monte Dei de vita solitaria (conocida también como Epistola aurea o Carta de oro)
- Meditativae Orationes
- De contemplando Deo
- De natura et dignitate divini amoris
- Disputatio adversus Petrum Abælardum
- Disputatio catholicorum Patrum adversus dogmata Petri Abælardi
- De erroribus Guillelmi de Conchis
- De sacramento altaris
- Speculum fidei
- Aenigma fidei
- Brevis commentatio in priora duo capita Cantici cantic.
- Commentarius in Cantica canticorum e Scriptis Ambrosii collectus
- Excerpta in libris S. Gregorii papæ super Cantica canticorum
- Expositio altera super Cantica canticerum
- Expositio in Epistolam ad Romanos
- De natura corporis et animae
- Vita S. Bernardi